# Candy Apples
Candy Apples (Inglewood, California; 3 de octubre de 1976) es una actriz pornográfica y modelo erótica estadounidense.

## Biografía
Candy Apples, nombre artístico de Candace Diane Westphal, nació en la localidad de Inglewood, en el condado de Los Ángeles en California, en octubre de 1976. Comenzó a rodar sus primeras películas en 1995, a los 19 años, viviendo todavía en casa de sus padres. Llegó a declarar que ganaba "hasta 2.000 dólares por escena" en sus rodajes.
Como actriz ha trabajado para productoras del sector como VCA Pictures, Empire Video, Unknown, Vivid, Metro, Sin City, Digital Dreams, Elegant Angel, Notorious, Evil Angel, Adam & Eve, Forbidden Films, Dreamland o Xplor Media, entre otras.
El 9 de octubre de 1999, Apples se convirtió en la poseedora del récord mundial de gangbang durante la grabación de una película de porno duro en la que se incluía sexo oral y uso de consoladores, en la que participaron 742 personas, superando el récord anterior establecido por la actriz Houston (621 en menos de 8 horas). Posteriormente sería superado por la británica Sabrina Johnson, en enero del 2000.
Ha aparecido varias veces en los programas de radio presentados por Howard Stern, y ha participado en la grabación de un rodaje de un vídeo de los Rolling Stones a petición del guitarrista del grupo, Keith Richards, que se declaró fan de la actriz.
En 2001 logró sus dos primeras nominaciones en los Premios AVN en las categorías de Mejor escena de masturbación por Candy Apples vs. King Dong y Mejor escena de sexo lésbico en grupo por The Violation of Bridgette Kerkove.
Se retiró en 2005, tras diez años de carrera y con un total de 290 películas como actriz.
Algunas películas suyas son Analize This, Babylon, Double Plays, Explicit, Going Wild, Hosed, Infidelity, Load Trip, Millennium, Nymphos, Perverted Stories 2, Sexual Atrocities o Tasty White Meat.

## Premios y nominaciones
| Año  | Ceremonia   | Resultado | Premio                                | Trabajo                            |
| ---- | ----------- | --------- | ------------------------------------- | ---------------------------------- |
| 1998 | Premios AVN | Nominada  | Mejor actriz de reparto               | Texas Dildo Masquerade             |
| 2001 | Premios AVN | Nominada  | Mejor escena de masturbación          | Candy Apples vs. King Dong         |
| 2001 | Premios AVN | Nominada  | Mejor escena de sexo lésbico en grupo | The Violation of Bridgette Kerkove |